# ميندوجاس لوكاوسكيس
ميندوجاس لوكاوسكيس (بالليتوانية: Mindaugas Lukauskis)‏ مواليد 19 مايو 1979 في بانيفيزيس، الجمهورية الليتوانية السوفيتية الاشتراكية، هو لاعب كرة سلة ليتواني. بدأ مسيرته الاحترافية في سنة 1996. يحمل الرقم 8. يبلغ طوله 6 قدم 6 بوصة (2.0 م). مثّل منتخب بلاده. شارك في دورة الألعاب الأولمبية الصيفية سنة 2008.

## المسيرة الاحترافية
لعب مع بانيفيزيس من سنة 1996 إلى 2001، ثم لعب مع ساكالي في موسم 2001–2002، ثم لعب مع ليتوفوس رايتس من سنة 2003 إلى 2009، ثم لعب مع أسفيل باسكت في الدوري الفرنسي في موسم 2009–2010، ثم لعب مع إي دبليو إي باسكتس أولدنبورغ في الدوري الألماني في موسم 2010–2011، ثم لعب مع فالنسيا باسكت في الدوري الإسباني في سنة 2012، ثم لعب مع نادي طوفاس الرياضي في الدوري التركي في سنة 2013، ثم لعب مع بلباو باسكت في الدوري الإسباني في سنة 2013.

## إحصائيات المسيرة

### الدوري الأوروبي
| السنة   | الفريق        | لعب | بدأ | دقيقة | ميداني% | ثلاثية | حرة  | ارتداد | صنع | استلاب | تصدي | نقطة | أداء |
| ------- | ------------- | --- | --- | ----- | ------- | ------ | ---- | ------ | --- | ------ | ---- | ---- | ---- |
| 2005–06 | ليتوفوس رايتس | 19  | 0   | 14.4  | .400    | .361   | .652 | 3.2    | .8  | .8     | .1   | 4.3  | 5.1  |
| 2007–08 | ليتوفوس رايتس | 20  | 18  | 23.3  | .500    | .365   | .744 | 2.6    | 2.1 | 1.5    | .1   | 8.4  | 8.2  |
| 2009–10 | أسفيل باسكت   | 10  | 10  | 30.1  | .677    | .273   | .800 | 2.0    | 3.1 | 2.3    | .3   | 8.1  | 11.1 |

## روابط خارجية
- ميندوجاس لوكاوسكيس على موقع الاتحاد الدولي لكرة السلة (الإنجليزية)
- ميندوجاس لوكاوسكيس على موقع الدوري الأوروبي لكرة السلة (الإنجليزية)
- ميندوجاس لوكاوسكيس على موقع الدوري الإسباني لكرة السلة (الإسبانية)
- ميندوجاس لوكاوسكيس على موقع كرة السلة الأوروبية.كوم (الإنجليزية)
- ميندوجاس لوكاوسكيس على موقع ريلجم (الإنجليزية)
- ميندوجاس لوكاوسكيس على موقع بروبوليرز (الإنجليزية)
- ميندوجاس لوكاوسكيس على موقع سبورتس رفرنس (الإنجليزية)
- ميندوجاس لوكاوسكيس على موقع أوليمبيديا (الإنجليزية)
- ميندوجاس لوكاوسكيس على موقع اللجنة الأولمبية الليتوانية (الليتوانية)